# Passion Fruit
Passion Fruit was de naam van een eurodancegroep die vooral tussen 1999 en 2001 bekend was. Hun succes kwam tot een abrupt einde toen hun vliegtuig in 2001 verongelukte, waarbij twee van de drie zangeressen het leven lieten, evenals de bekende Melanie Thornton, voormalig lid van de groep La Bouche en zangeres van het beroemde Coca Cola-kerstnummer "Wonderful Dream". Er werd nooit gesproken van een mogelijke terugkeer van de groep met weliswaar een andere bezetting.

## Eerste samenstelling
Passion Fruit kende twee samenstellingen. De oorspronkelijke formatie bestond uit vier leden, namelijk Blade (Manye Thompson), Dawn (Viola Schubbe), Pearl (Carla Sinclair) en MC Steve (Mario Tub). De drie dames waren de vaste zangeressen, terwijl de heer in het gezelschap de rap voor zijn rekening nam. In deze bezetting brachten ze in juni 1999 het succesvolle nummer "The Rigga-Ding-Dong-Song" uit. Dit succesvol nummer bleef onovertroffen binnen de groep zelf, omdat het in 14 verschillende landen in de Top 10 terechtkwam.
MC Steve stapte in oktober dat jaar nog uit de band. Door zijn vertrek en spanningen binnen de groep had het management besloten om de band opnieuw te formeren. De naam zou echter behouden blijven om het succes van hun "The Rigga-Ding-Dong-Song" te kunnen benutten.

## Tweede samenstelling
De tweede samenstelling van Passion Fruit was meteen ook de laatste. Deze telde drie zangeressen van Nederlandse, Spaanse en Duitse origine, namelijk Maria Serrano Serrano (1973-2001), Nathaly (of Nathalie) van het Ende (1975-2001) en Debby (Deborah St. Maarten) (1973 in Delft). Deze formatie was echter niet zo succesvol als de vorige, aangezien hun hits "Wonderland", "Sun Fun Baby" en "Bongo Man" hooguit de Duitse Top 40 bereikten.

## Vliegtuigcrash
Op 24 november 2001 sloeg het noodlot toe toen de band aan boord ging van een vliegtuig dat van Berlijn naar Zürich zou vliegen. Door toedoen van de piloot stortte Crossair-vlucht 3597 vlak voor de landing neer in bebost heuvellandschap op vier kilometer van de landingsbaan, vlak bij het stadje Bassersdorf. Maria Serrano-Serrano en Nathaly van het Ende lieten hierbij het leven, evenals zangeres Melanie Thornton. Deborah St. Maarten overleefde het ongeval wel, samen met nog acht anderen.
In december 2001 besloot het management om de opbrengst van Passion Fruits single "I'm Dreaming of...a Winter Wonderland" te doneren aan de slachtoffers en overlevenden van het ongeluk. Hierna werd geen echte Passion Fruit-activiteit meer geregistreerd.

## Nasleep
Jaren na de tragedie was er voor Deborah St. Maarten nog steeds revalidatie nodig. Ze plaatste geregeld nog berichtjes op de website van Passion Fruit (vaak rond 24 november om het overlijden van de anderen te herdenken). Ze verscheen in 2006 ook op de televisie om het ongeluk, toen al vijf jaar geleden, te herdenken. Tevens bezocht ze met een cameraploeg de plaats van het ongeval.

## Albums en singles
- Spanglish Love Affairs (April 2000)
  - 1. "Wonderland" (Radio Mix)
  - 2. "The Rigga-Ding-Dong-Song" (Radio Edit) (Alarmschijf)
  - 3. "Sun Fun Baby"
  - 4. "Do You Remember"
  - 5. "Xl Holiday"
  - 6. "Tangomania"
  - 7. "Hot Tongue Twister (Vamonos)"
  - 8. "Let's Go Crazy"
  - 9. "Passion Gang (Ladadi)"
  - 10. "Space Attack"
  - 11. "I Feel So Blue"
  - 12. "Shine On"
  - 13. "Wonderland" (bonusnummer)
- Bongo Man (2de maar nooit uitgebrachte album)
  - 1. "Bongo Man" (Radio Edit)
  - 2. "I'm Dreaming Of...A White Christmas" (Video Edit)

Het album werd door het dodelijke ongeval nooit afgewerkt.
- Debby St. Maarten – "Girls" (niet verschenen)
  - 1. "Girls" (Radio Edit)
  - 2. "Girls" (Extended Edit)

Het comebackalbum van Debby werd nooit uitgebracht vanwege haar conditie.